# 571 Dulcinea
Az 571 Dulcinea egy a Naprendszer kisbolygói közül, amit Paul Götz fedezett fel 1905. szeptember 4-én.